# Московский собор (1678)
Моско́вский собо́р 1678 го́да — великий Поместный собор Русской православной церкви, собранный патриархом Иоакимом, проходивший в Москве с января по февраль 1678 года и принявший решение на основании заключений церковной комиссии, посетившей перед этим город Кашин, и на основании решения малого Московского собора 1677 года не почитать Анну Кашинскую как святую, то есть деканонизировавший Анну Кашинскую.

## Предыстория собора
После окончательного соборного анафематствования старообрядцев («раскольников»), продолжались споры между старообрядцами и новообрядцами о древности двуперстного перстосложения (Московский собор 1656 года объявил всех крестящихся двуперстно еретиками и подражателями арменов, предал их анафеме, Большой Московский собор подтвердил это решение и снова предал анафеме всех крестящихся двуперстно).
Старообрядцы в подтверждение православия и большей древности двоеперстия, чем троеперстия, указывали на открытые для всеобщего обозрения мощи святой благоверной княгини Анны Кашинской, персты правой руки которой были сложены двуперстно, и каждый, придя в собор города Кашина, мог это увидеть в любое время. Это был очень сильный и убедительный аргумент в пользу древности двоеперстия. В Житии Анны Кашинской, было изложено свидетельство старца Варлаама, осмотревшего мощи перед канонизацией, о том, что персты правой руки сложены двуперстно.
12 (22) — 21 февраля (3 марта) 1677 года, в Кашин по распоряжению патриарха Иоакима с целью утверждения нового перстосложения — троеперстия, борьбой со старообрядчеством и для утверждения «правильности» вышесказанных соборных решений была отправлена новая комиссия (Иосиф (митрополит Рязанский); Симеон (архиепископ Тверской); Варсонофий, игумен Доброго монастыря; протопоп собора Николая Гостунского Иоанн Лазарев), осмотревшая мощи княгини и обнаружившая «несогласия» с протоколами осмотра 1649 года, которые, в частности, утверждали, что правая рука княгини сложена двуперстно, что использовалось старообрядцами как аргумент в пользу своих убеждений. Осмотр 1677 года, согласно протоколу, показал, что «правая рука в завитии погнулася, а длань и персты прямо, а не благословляющи». Кроме того, обнаружились многочисленные расхождения между недавно составленными житиями и летописями (всего 13 расхождений): так, в новых текстах утверждалось, что Анна была по происхождению не княжной, а боярышней, якобы родилась в Кашине, дата её смерти была изменена на 30 лет и т. п. Нужен был любой повод, даже придуманный, для того, чтобы убрать мощи и ликвидировать ясное свидетельство древности и православности двоеперстия.
В 1677 году в Москве состоялся малый поместный собор Русской православной церкви, который определил: гроб с мощами Анны закрыть, все иконы Анны Кашинской изъять из церкви; молебны ей не служить, а служить панихиды. В дальнейшем предполагалось собрать собор с большим составом участников для того, чтобы окончательно решить вопрос с Анной Кашинской, что и было сделано на данном соборе.

## Участники собора
- патриарх Московский Иоаким
- митрополит Казанский и Свияжский Иоасаф
- митрополит Ростовский и Ярославский Иона
- митрополит Сарский и Подонский Варсонофий
- митрополит Рязанский и Муромский Иосиф
- митрополит Нижегородский и Алатарский Филарет
- архиепископ Вологодский и Белоезерский Симеон
- архиепископ Смоленский и Дорогобужский Симеон
- архиепископ Суздальский и Юрьевский Стефан
- архиепископ Тверской и Кашинский Симеон
- архиепископ Коломенский и Каширский Павел
- бывший архиепископ Сибирский и Тобольский Симеон
- архимандрит Живоначальной Троицы Сергиева монастыря Викентий
- архимандрит Чудова монастыря Павел
- архимандрит Спаса Нового монастыря Макарий
- архимандрит Симонова монастыря Пахомий
- архимандрит Спасо-Андрониева монастыря Никон
- архимандрит Богоявленского монастыря Амвросий
- архимандрит Тихвина монастыря Варсонофий
- игумен Богоявленского монастыря Костромы Павел
- игумен Знаменского монастыря Арсений
- игумен Златоустого монастыря Феоктист

## Обсуждение на соборе и решения собора
Собор начался 1 (11) января 1678 года в Крестовой палате Кремля. На соборе были вновь, как и на предыдущем соборе 1677 года, зачитаны 13 несогласий, выявленных комиссией, между житием Анны Кашинской и летописями. В этих несогласиях был обвинен дьячок Никифор, написавший житие Анны Кашинской, который предстал перед участниками собора. Никифор объяснил, что он писал житие Анны Кашинской не со Степенной книги Соловецкого монастыря; а со слов, услышанных им от людей; за что просил у участников собора прощение. Собор решил, что словам Никифора верить нельзя и по этой причине нельзя читать ни тропарь, ни кондак, ни канон Анне Кашинской, поскольку они составлены на основании слов Никифора. Собор определил находиться Никифору в монастыре города Кашина в до смерти и каяться о своих грехах. Наказаниям подверглись и два других составителя жития Анны Кашинской: поп Василий и его отец старец Варлаам. Поп Василий свидетельствовал и письменно записал об этом, что при осмотре им мощей Анны Кашинской, правая рука была сложена двуперстно, как благословляющая. Собор решил, что это не двоеперстие, а просто два пальцы вытянуты. Поп Василий был запрещен в служении на год. Старец Варлаам свидетельствовал о том, что прежний архимандрит Сильвестр разогнул пальцы руки Анны, сложенные двуперстно, но после этого они снова сами собою согнулись в двоеперстие. Собор определил, что подобное чудо невозможно и определил, что Варлаам должен находиться в монастыре до смерти; исповедоваться и просить прощение у архиерея.
Преподобную Анну собор судил называть только княгиней Софией и никаких молебнов и церковных служб ей как святой не совершать, а совершать по ней только панихиды, молиться о прощении Богом её грехов. Собор запретил православным дома держать иконы Анны Кашинской и запретил христианам читать ей дома каноны как святой. И иконы и книги со службою Анной Кашинской люди должны были отнести к архиерею. Если кто продолжал молиться Анне как святой тех собор предавал анафеме. Закончился собор в феврале 1678 года.

## Отмена решения собора
В 1899—1901 годы началась негласная подготовка к восстановлению церковного почитания Анны Кашинской, в частности, возобновилась запись исцелений и иных чудес.
В 1908 году на повторную канонизацию было дано согласие Николая II. 11 апреля 1909 года Синод объявил днём памяти Анны 12 июня (25 июня н. ст. в XX и XXI в.) — годовщину перенесения мощей в 1650 году.